# Pais Arena

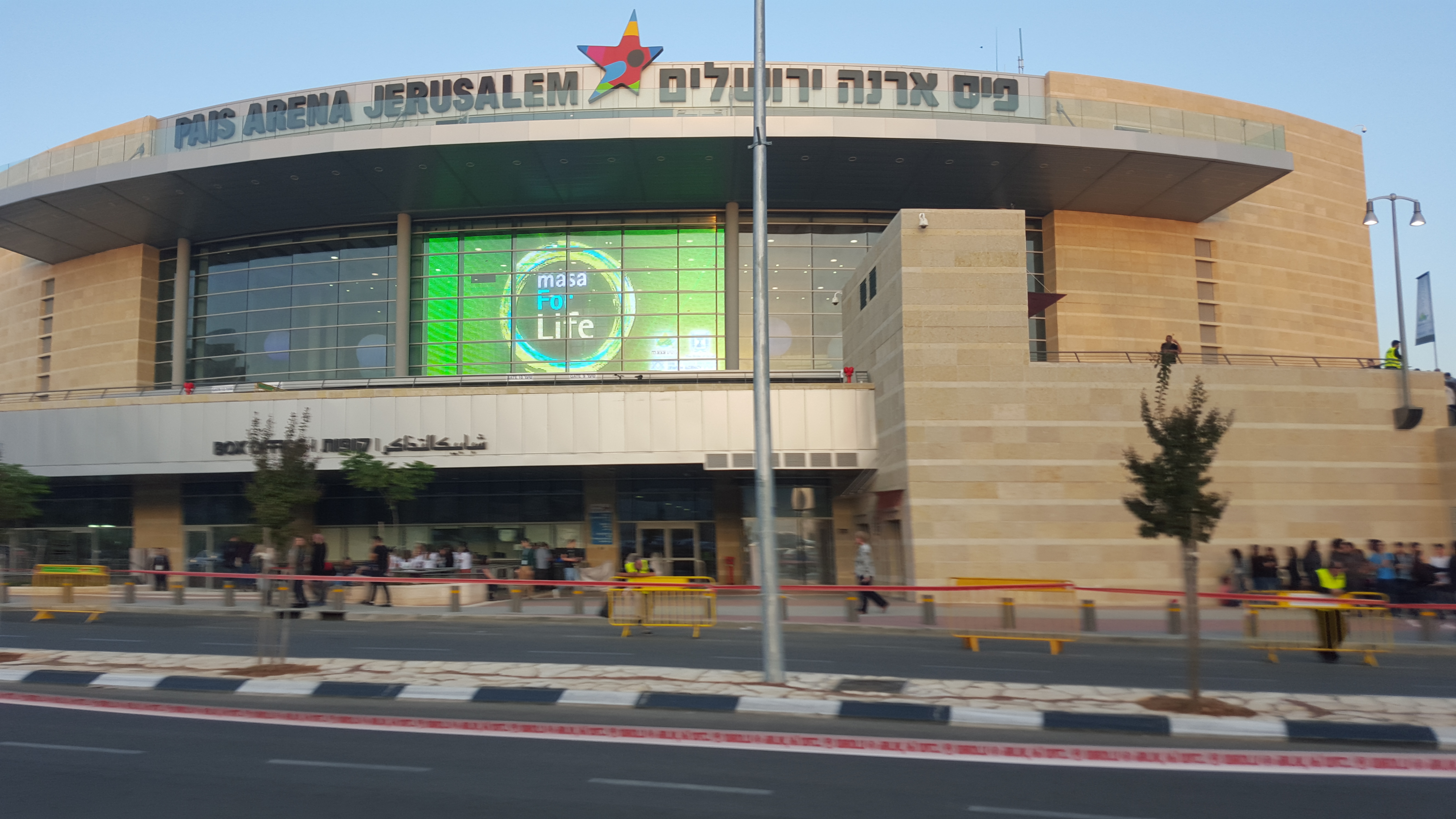
Pais Arena

Pais Arena Jerusalém é um salão multiúso em Jerusalém, a leste do Teddy Stadium, do Malcha Mall e do centro de tênis, localizado no bairro de Malcha. O salão, inaugurado em setembro de 2014, é usado pelo time de basquete Hapoel Jerusalém e contém 11.000 lugares  .

## História
No plano original de 1994, durante a época do prefeito Ehud Olmert, o salão da arena foi projetado como um salão polivalente com cerca de 15.000 lugares, próximo ao complexo de congressos "Prédios da Nação". Mas sob forte pressão devido ao medo de violar o sábado ao realizar eventos nos bairros ultraortodoxos próximos e o projeto de graves interrupções de tráfego estava o complexo esportivo do bairro de Malha  . Após longas discussões sobre seu tamanho e localização, o Município de Jerusalém aprovou em fevereiro de 2004 a construção do salão, que deveria ser usado pelo time de basquete Hapoel de Jerusalém  Inicialmente, era um salão que foi projetado para acomodar cerca de 12.000 espectadores e foi construído próximo ao Estádio Teddy . Mas no final, um plano foi aprovado para um salão para cerca de 5.600 espectadores, e o custo de construção do salão foi estimado em NIS 130 milhões, principalmente com o orçamento da Loteria e do Totó.  A construção estava prevista para começar em 2008 e a inauguração do salão estava prevista para 2010 . Posteriormente, os planos de construção foram aumentados e sua capacidade aumentada para 11.000 lugares, e o redesenho atrasou o início de sua construção.  Em 2012, ele foi morto durante suas obras  . Em protesto pela demora em seu estabelecimento, os fãs do Hapoel Jerusalém montaram uma sede de luta. Depois que Nir Barkat foi eleito prefeito de Jerusalém, os planos da arena foram promovidos e a construção começou em setembro de 2009, quando o plano foi concluído dentro de 36 a 40 meses de trabalho (em 2013 ) - para que pudesse sediar eventos como parte do dia 19 Jogos da Macabíade realizados em julho daquele ano. Na prática, vários atrasos fizeram com que o salão fosse inaugurado apenas em 11 de setembro de 2014, antes da Winner ’s Cup 2014 e da temporada 2015/2014 da Premier League de basquete . Algumas partes do salão, como os buffets de comida e a sala de banquetes, foram gradualmente concluídas após a inauguração do salão. Os demais espaços do prédio sob os estandes e o hall principal são destinados a futura incorporação.
Em Maccabiah, em 20 de julho de 2017, ele sediou as competições de hóquei no gelo Maccabiah e, para isso, foi adquirida uma superfície portátil de hóquei no gelo para ele, que pode ser montada no hall conforme a necessidade. A superfície foi instalada no salão no final de junho de 2017. O tamanho do salão e sua relativa proximidade com o centro do país atraiu uma grande multidão para o torneio de hóquei no gelo. O jogo final do torneio aberto entre Canadá e Estados Unidos atraiu cerca de 7.000 espectadores e se tornou o jogo de hóquei no gelo mais assistido em solo israelense. Mais tarde, no verão, após o fim da Macabíade, a superfície foi usada para patinação no gelo para famílias e para um show de patinação no gelo.
No futuro, a área entre o hall e o Teddy Stadium será preparada e incluirá um estacionamento subterrâneo com 1.700 vagas de estacionamento que serão utilizadas pelos visitantes da ilha do hall e do vizinho Teddy Stadium. Acima será construída uma vila de hóspedes para atletas que incluirá um hotel com 240 quartos, bem como um complexo comercial no formato de “ Power Center ” e escritórios numa área construída de cerca de 16.000 metros quadrados.
Outro plano futuro é construir um complexo de piscinas olímpicas e um clube de campo com uma área de cerca de 25.000 metros quadrados a leste, o que permitirá até a realização de competições de natação no complexo esportivo 
.

## galeria

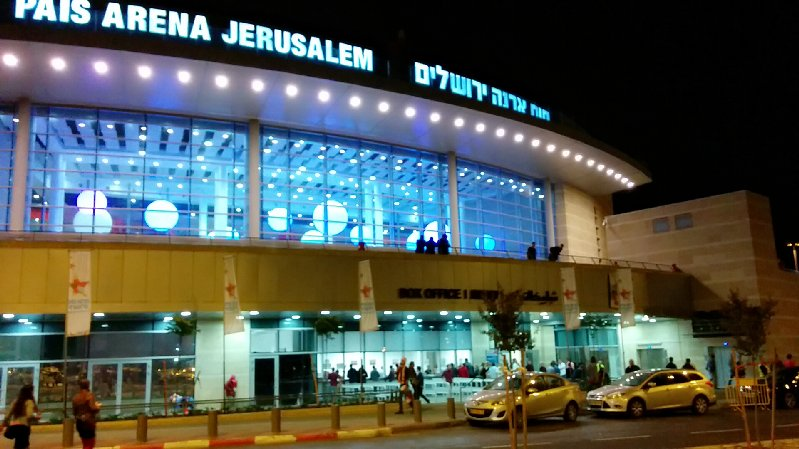
O corredor olhando para fora
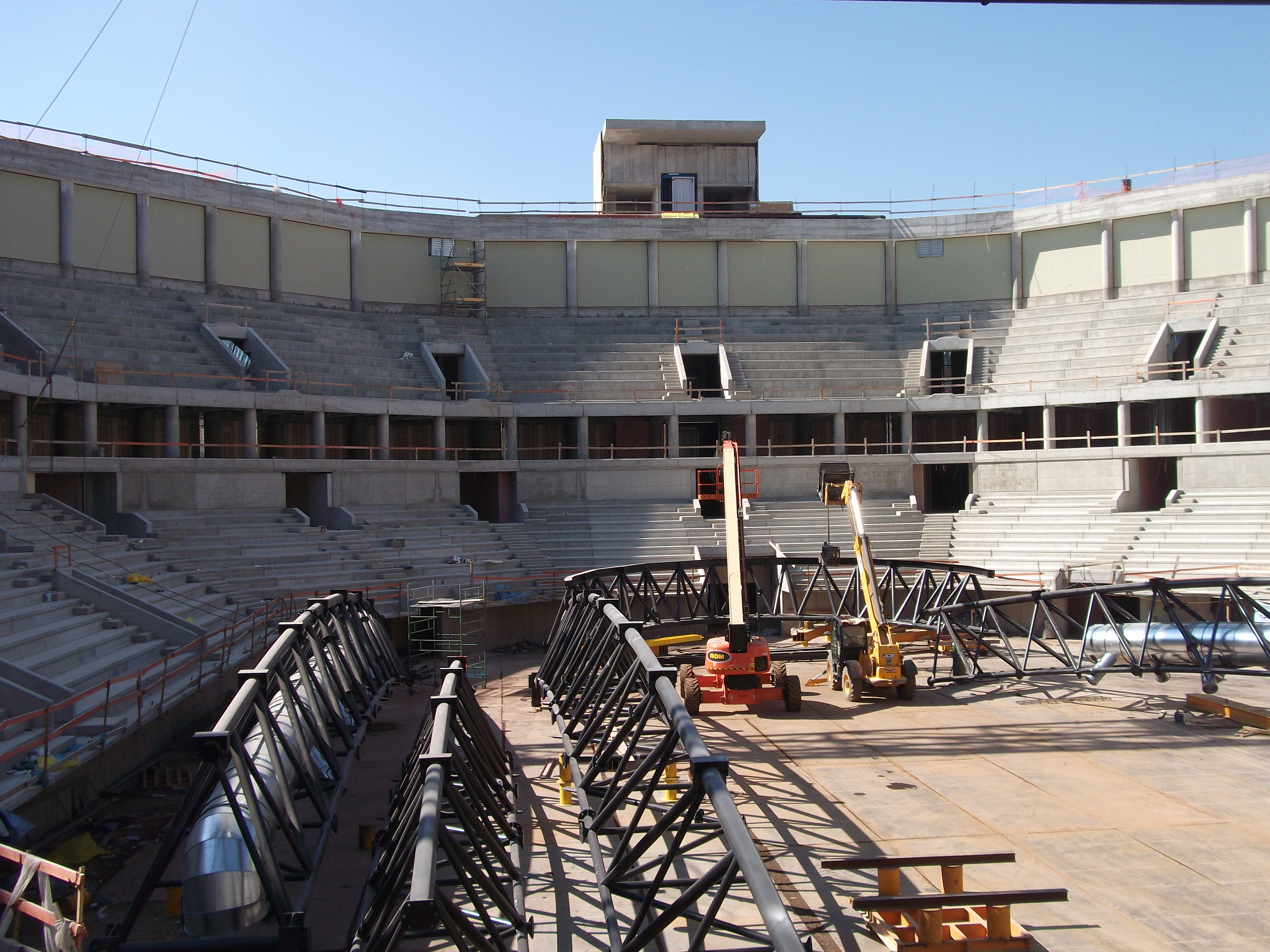
O salão no momento de sua construção, junho de 2013
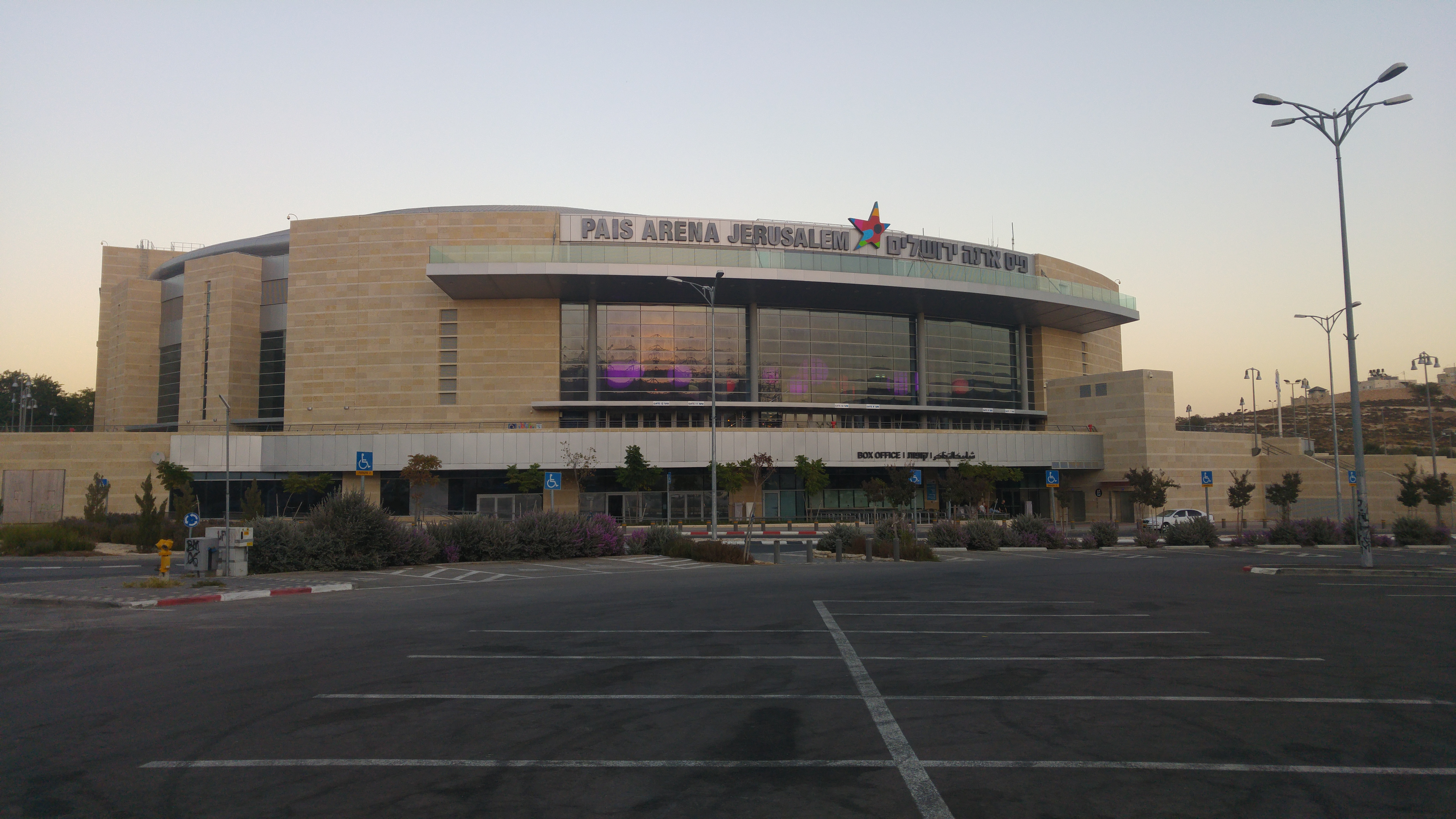
A fachada do templo
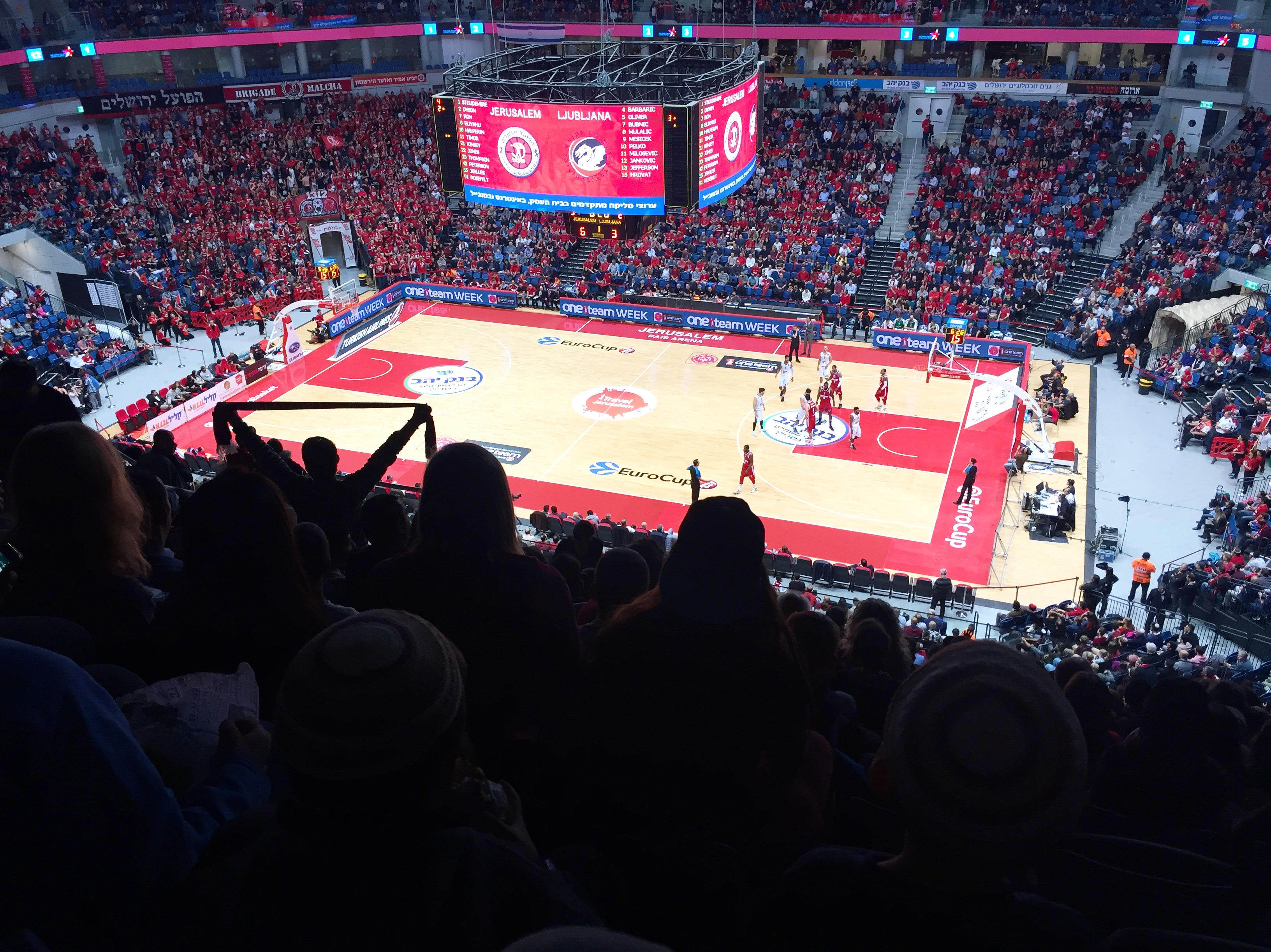
Jogo da Eurocup no corredor
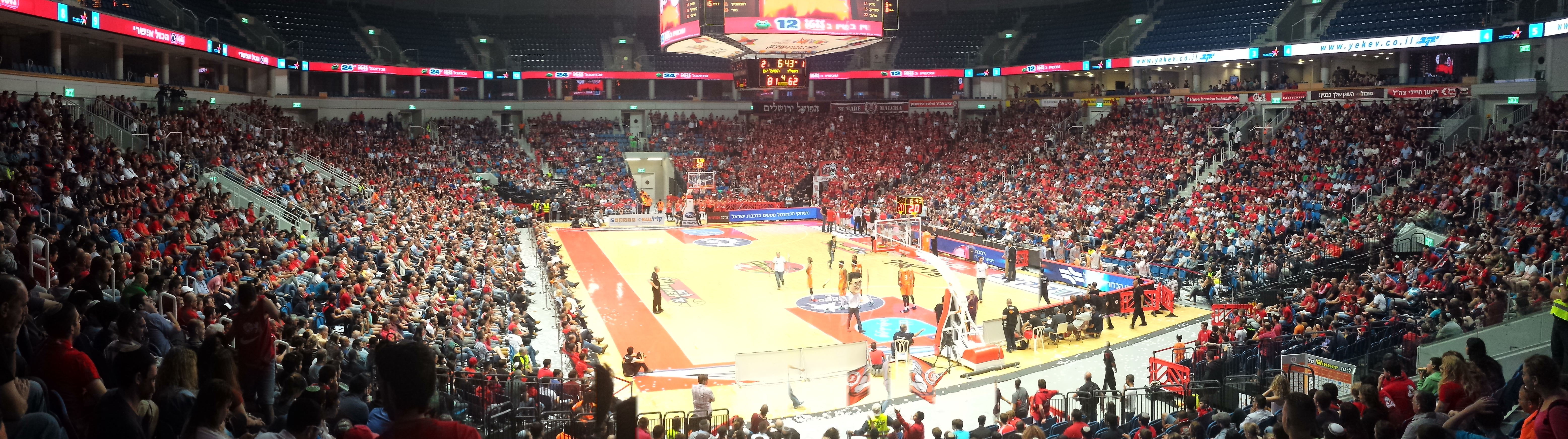
Foto panorâmica da parte inferior da Lottery Arena em Jerusalém durante um jogo de desempate entre o Hapoel Jerusalém e o Maccabi Rishon Lezion. Oferecendo Vista 7